# Muhammad Shakeel
Muhammad Shakeel (* 5. Februar 1990) ist ein pakistanischer Leichtathlet, der sich auf den Hammerwurf spezialisiert hat.

## Sportliche Laufbahn
Erste internationale Erfahrungen sammelte Muhammad Shakeel im Jahr 2015, als er bei den Asienmeisterschaften in Wuhan mit einer Weite von 61,84 m den zehnten Platz belegte. Anschließend erreichte er bei den Militärweltspielen im südkoreanischen Mungyeong mit 62,88 m Rang sechs. Im Jahr darauf gewann er bei den Südasienspielen in Guwahati mit 63,37 m die Silbermedaille hinter dem Inder Neeraj Kumar.
In den Jahren 2015, 2016 und 2018 wurde Shakeel pakistanischer Meister im Hammerwurf.